# Liana

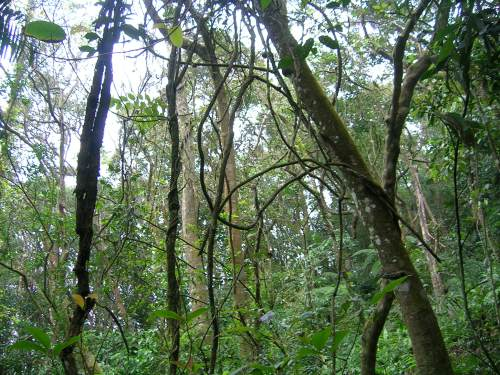
Lianas emaranhadas numa floresta dos Gates Ocidentais, em Kerala, na Índia

Lianas, cipós e trepadeiras pertencem a um grupo de plantas que germinam no solo, mantêm-se enraizadas no solo durante toda sua vida e necessitam de um suporte para manterem-se eretas e crescerem em direção à luz abundante disponível sobre o dossel das florestas. As trepadeiras podem ser herbáceas ou lenhosas. As lianas são trepadeiras lenhosas, sendo considerado um pleonasmo falar em "liana lenhosa".
As lianas são características das florestas tropicais decíduas húmidas (especialmente florestas sazonais), mas podem ser encontradas em florestas tropicais temperadas. As lianas podem formar ligações em meio ao dossel da floresta, proporcionando aos animais arbóreos caminhos através da floresta.  As lianas competem com as árvores  pela luz solar, água e nutrientes do solo. Florestas sem lianas desenvolvem mais frutos; árvores com lianas têm o dobro da probabilidade de morrer. 
O termo "liana" não é um agrupamento taxonômico, mas sim uma descrição da maneira como a planta cresce. As lianas podem ser encontradas em muitas famílias de plantas diferentes. 

## Etimologia
"Liana" é oriundo do francês liane. "Cipó" é oriundo do tupi ïsï'pó. "Trepadeira" é derivado do verbo "trepar".

## Descrição

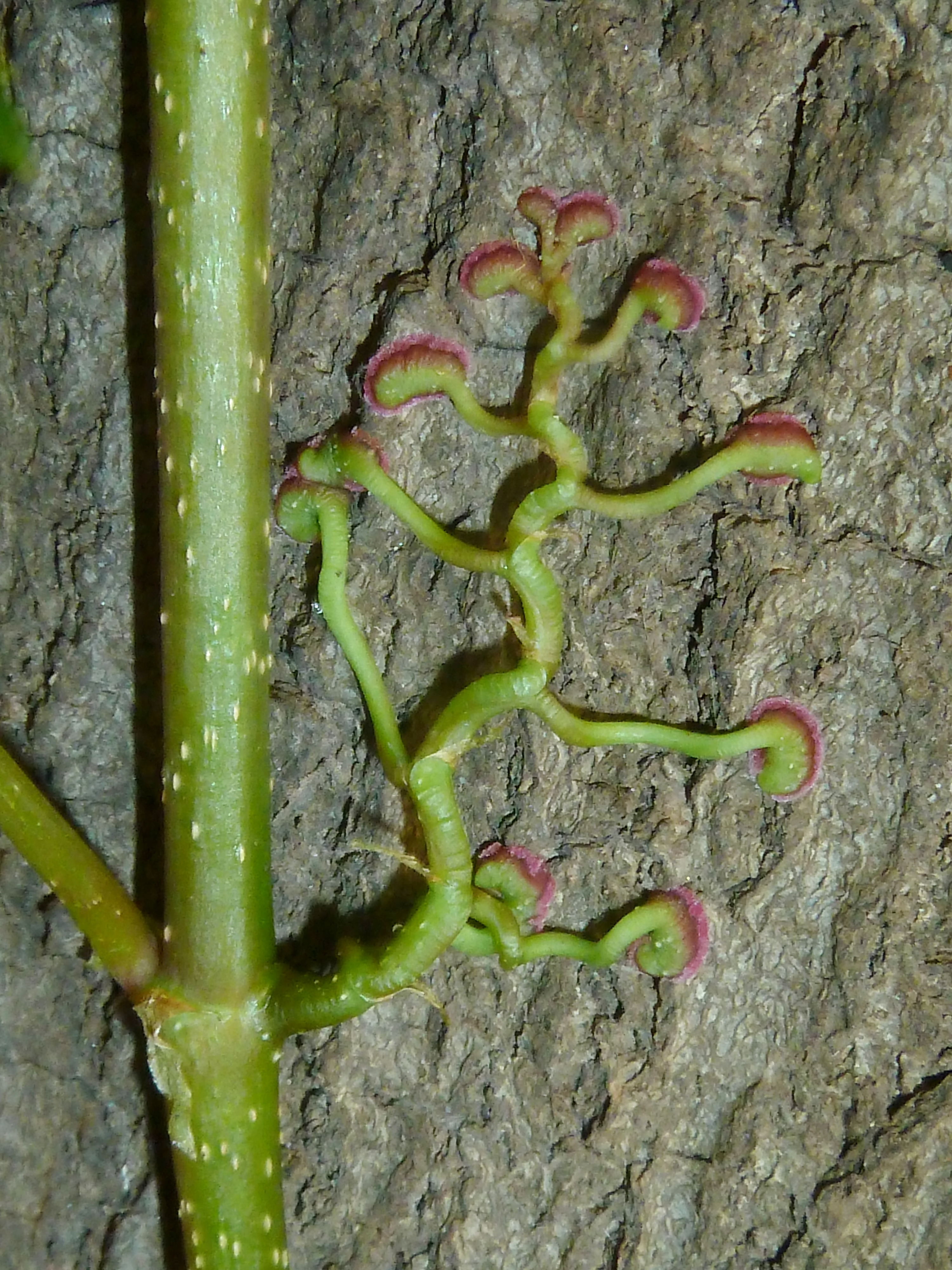
Terminações adesivas, semelhantes a ventosas

Há vários métodos que as lianas ou trepadeiras utilizam para escalar superfícies. As trepadeiras podem ser volúveis (quando seu caule molda-se a uma superfície, enrolando-se e prendendo-se a ela, como no caso da espécie Ipomoea) , apresentarem gavinhas (como no pepineiro), possuírem raízes grampiformes (cuja única função é prender o caule sobre uma superfície vertical - como na hera) ou terminações adesivas  (como no género Parthenocissus) , ou serem lianas facultativas (ou seja, arbustos com ramos longos e/ou com espinhos,  ervas rasteiras, que, quando em contato com um aparato vertical, apóiam seus ramos e desenvolvem-se verticalmente).    

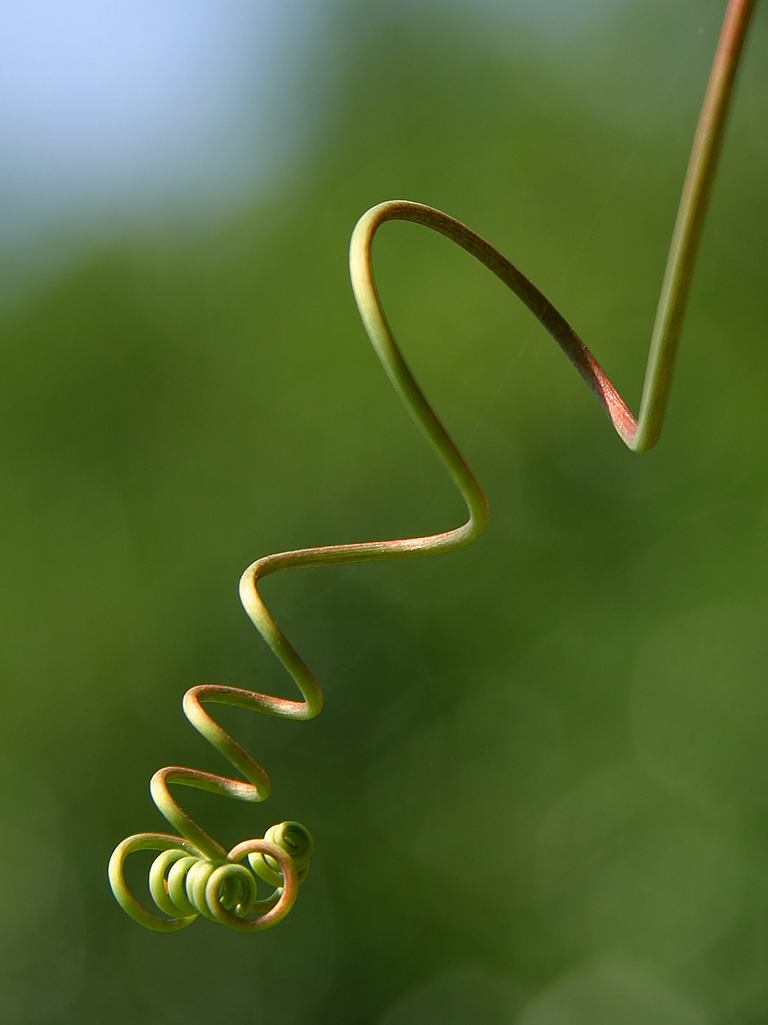
Gavinha

Trepadeiras são muito comuns, e algumas frutas e legumes populares, como uvas, maracujás, quiuí e chuchu, são originados deste tipo de plantas. Algumas plantas ornamentais, como o jasmim, a clemátis, a jiboia, algumas rosas e filodendros também são trepadeiras, sendo tipicamente usadas para a cobertura de grades e caramanchões.
Os primeiros estudos científicos sobre esse tipo de planta foram feitos por Darwin (1867) e outros biólogos do século XIX. Apenas recentemente, os pesquisadores em ecologia voltaram a atenção a este importante grupo de plantas, que só haviam sido previamente estudadas por taxonomistas, na botânica sistemática, devido à presença desse tipo de planta em importantes famílias botânicas.

## Evolução, diversidade e distribuição
Existem trepadeiras entre as pteridófitas, gimnospermas e entre as angiospermas. Existem plantas trepadeiras entre várias linhagens de palmeiras (por exemplo: Desmoncus) e outras monocotiledôneas. Entre as dicotiledôneas encontramos exemplos em Bignoniaceae(ex: Pyrostegia), Vitaceae (família da uva), Leguminosae (por ex: Mucuna, feijão-de-corda), Menispermaceae e Hippocrateaceae (celastraceae segundo apg). Alguns gêneros distintamente de outras, incluem espécies de trepadeiras, arbustos e árvores (exemplo: Bauhinia). Algumas espécies podem crescer como trepadeiras quando apinhadas, sendo arbustos ou árvores quando sem apoio (suportes mecânicos). Como exemplo, o gênero Banisteriopsis, a qual pertence o cipó caapi, que faz o chá ayahuasca), que possui espécies que assumem tanto o hábito trepador quanto arbustivo (sem a necessidade de suporte). As trepadeiras são encontradas das florestas dos trópicos até as zonas polares dos hemisférios norte e sul, bem como nos desertos. Mas a sua maior biodiversidade é encontrada nas florestas tropicais.
Especula-se que o surgimento das trepadeiras foi uma resposta evolutiva às plantas de caules frondoso, fortes e grossos. A disputa por radiação solar estava levando a parte das plantas a evoluírem e competirem de forma a serem cada vez maiores, com copas cada vez mais frondosas, com crescimento cada vez mais rápido. As ancestrais das trepadeiras, por outro lado, não conseguiam concorrer com estas plantas e começaram a usar as mesmas como suporte para o seu desenvolvimento. Se valendo de muitos menos recursos energéticos, nutricionais e solares, estas plantas foram evoluindo para "pegar carona" nestas árvores, a ponto de conseguirem cobrir totalmente uma frondosa árvore a ponto de abafá-la e matá-la. Hoje as trepadeiras são espécies vegetais muito bem sucedidas que necessitam de muitos menos recursos para sobreviver e competir por recursos com árvores.

## Trepadeiras em Jardinagem
As trepadeiras, devido ao seu crescimento rápido, e á sua grande variedade, têm grande utilidade em jardins. O seu crescimento vertical poupa espaço, e o seu poder de cobertura de edifícios, muros, árvores mortas ou velhas, cria belos efeitos estéticos. Sobre vedações e gradeados, podem ser usadas como uma cortina para proteger a privacidade.

Em alguns locais que possuam árvores tóxicas para a fauna, como é o caso da bisnagueira, em vez de derrubar a árvore tem se optado por plantar trepadeiras no seu pé para ser abafada e morta, servindo de suporte para as mesmas.